# إدموندو ريوس
إدموندو ريوس (بالإسبانية: Edmundo Ríos)‏ هو لاعب كرة قدم مكسيكي في مركز حراسة المرمى، ولد في 12 مايو 1979 في مدينة مكسيكو في المكسيك. لعب مع نادي سيلايا.